# Verwaltungsgemeinschaft Uder

Lage der ehemaligen Verwaltungsgemeinschaft im Landkreis Eichsfeld

Die Verwaltungsgemeinschaft Uder lag im Landkreis Eichsfeld in Thüringen (Deutschland). Sie stellte den verwaltungstechnischen Zusammenschluss von 13 Gemeinden dar.
Sitz der Verwaltungsgemeinschaft war Uder.

## Die Gemeinden
- Asbach-Sickenberg
- Birkenfelde
- Dietzenrode-Vatterode
- Eichstruth
- Lenterode
- Lutter
- Mackenrode
- Röhrig
- Schönhagen
- Steinheuterode
- Thalwenden
- Uder
- Wüstheuterode

## Geschichte
Die Verwaltungsgemeinschaft (VG) wurde am 1. Februar 1992 gegründet. Von 2000 bis 2022 war Thomas Heddergott der Vorsitzende der VG. Zum 1. Januar 2024 schlossen sich die Mitgliedsgemeinden, ausgenommen Asbach-Sickenberg und Dietzenrode/Vatterode, zur Landgemeinde Uder zusammen. Diese wurde erfüllende Gemeinde für die beiden verbliebenen Gemeinden. Das zugehörige Gesetz wurde im Dezember 2023 beschlossen. Das Amt des VG-Vorsitzenden wurde ab 2023 anlässlich der Bildung der Landgemeinde nicht neu besetzt, in der Zwischenzeit amtierte der 1. stellvertretende VG-Vorsitzende, Raimund Müller.

### Einwohnerentwicklung
Entwicklung der Einwohnerzahl:
| - 1994 – 6580 - 1995 – 6629 - 1996 – 6730 - 1997 – 6730 - 1998 – 6686 - 1999 – 6777 | - 2000 – 6787 - 2001 – 6784 - 2002 – 6752 - 2003 – 6731 - 2004 – 6776 - 2005 – 6710 | - 2006 – 6615 - 2007 – 6576 - 2008 – 6552 - 2009 – 6503 - 2010 – 6514 - 2011 – 6453 | - 2012 – 6428 - 2013 – 6473 - 2014 – 6449 - 2015 – 6431 - 2016 – 6475 - 2017 – 6464 | - 2018 – 6460 - 2019 – 6423 - 2020 – 6448 - 2021 – 6442 - 2022 – 6421 |

 Datenquelle: ab 1994 Thüringer Landesamt für Statistik – Werte vom 31. Dezember